# Juliana do Amor Perdido
Juliana do Amor Perdido é um filme de drama produzido no Brasil dirigido por Sergio Ricardo e lançado em 13 de agosto de 1970. O filme foi exibido hors concours no Festival de Berlim.

## Elenco
- Maria do Rosário Nascimento e Silva ....Juliana[1]
- Francisco Di Franco ....Faísca[1]
- Macedo Neto ....Silva[1]
- Antonio Pitanga ....Jiboia[1]
- Ítala Nandi ....Mãe de Juliana[1]
- Líbero Ripoli ....Moisés[1]
- Reynuncio Lima ....Traíra [1]

### Participações
- Walderez de Barros
- Perry Salles
- Miriam Mehler  (voz de Juliana)